# 肝付兼忠
肝付 兼忠（きもつき かねただ）は、室町時代の武将。肝付氏12代当主。

## 略歴
島津忠国と島津好久の内紛の際には好久派であったが、忠国の舅でもあった祖父・新納忠臣の説得によって忠国に従った。
兼忠とその長男・国兼が不仲であった機に乗じて、次男・兼連が国兼を領外に追放すると、三男・兼光は国兼の復帰を願い出たが、聞き入れられず出奔、島津氏の配下となる。